# 2-甲基十二烷
2-甲基十二烷是一种有机化合物，化学式为C13H28，它是十三烷的同分异构体之一。它可由1-溴癸烷和二异丙基锌的反应、癸基溴化镁和2-溴丙烷的反应或1-十二烯和三甲基铝的反应制备。